# Autoroute 51 (Québec)
L'autoroute 51 est une ancienne autoroute reliant Richmond à Drummondville, dans le Centre-du-Québec, au Québec. Son tracé est maintenant intégré à celui de l'autoroute 55. 

## Historique

### Planification
Vers 1965, une autoroute devant relier la frontière américaine avec Trois-Rivières via Saint-Albert est proposée : l'autoroute Transquébécoise. En 1970, le ministre de la Voirie Bernard Pinard veut plutôt infléchir vers Drummondville le développement du réseau autoroutier dans l'axe Sherbrooke―Trois-Rivières. L'autoroute 51, dont le tracé est prévu 30 milles (48 kilomètres) à l'ouest de celui de la Transquébécoise, apparaît comme une solution de compromis. Le ministère prévoit donc en 1971 un corridor autoroutier reliant Berthierville à Richmond via Sorel et Drummondville.
Une étude d'avant-projet évalue les coûts du pont enjambant le fleuve Saint-Laurent entre les autoroutes 30 et 40 à 50 M$.

### Travaux
La première phase de construction, entre l'autoroute 20, à Drummondville, et la route 13, à Saint-Nicéphore, est mise en chantier en octobre 1971. On construit alors une chaussée unique avec tantôt des carrefours à niveau, tantôt des échangeurs. Les appels d'offres pour les travaux du prolongement jusqu'à Wheatland sont lancés le mois suivant. Un premier tronçon de 7 milles (11 kilomètres) ouvre à la circulation à l'automne 1974.
L'autoroute est finalement complétée de Richmond à Drummondville, de concert avec un tronçon connexe de l'A-55, à l'automne 1980. À leur ouverture, le parcours des deux autoroutes est continu. Il ne compte qu'une seule chaussée à contresens, et les carrefours à niveau restants sont remplacés par des échangeurs. Le chantier de l'A-51 est dès lors interrompu ; le ministère de la Voirie justifie le report de la construction de la section entre Drummondville et Sorel par le faible débit de circulation entre les deux villes.

### Amalgamation avec l'autoroute 55 et postérité
En 1979, le ministère décide de prioriser la réalisation d'une autoroute dans le corridor de l'A-51, laissant tomber le projet d'une autoroute Shebrooke―Saint-Albert―Trois-Rivières dont un tronçon est pourtant déjà construit entre Saint-Albert et l'A-20. La désignation d'autoroute 51 devient caduque lorsque l'itinéraire de l'A-55 est amalgamé à celui de l'A-51. Le tronçon d'A-55 existant à l'est de l'A-51 alors désigné par le numéro 955.
Depuis l'abandon de la désignation de l'A-51 au profit de l'A-55, une seconde chaussée entre Richmond et Drummondville a été construite.